# Johan Cruijff
Hendrik Johannes Cruijff (általában Johan Cruijff, a sajtóban gyakran Johan Cruyff (magyar ejtése: [jóhan kreüf], holland ejtése:  [ˈjoʊ̯ɦɑn ˈkrœy̯f]; Amszterdam, 1947. április 25. – Barcelona, 2016. március 24.) holland labdarúgó, edző. Beceneve: "El Flaco" (magyarul: Vézna). Háromszoros aranylabdás. 2011 és 2012 között sportigazgatóként dolgozott nevelőegyesületénél, az Ajaxnál, valamint 2009 és 2013 között volt edzője a nem hivatalos katalán labdarúgó-válogatottnak.
Minden idők egyik legjobb irányítója és a holland futball kirakatfigurája. Cruyff a totális futball sztárja volt az Ajaxszal, ahol legnagyobb sikereit érte el, és az Oranjével 1974-ben vb-második lett. Ezután még játszott a Barcelonában és az USA-ban, karrierje végén pedig visszatért Hollandiába.
Edzőként is hasonlóan sikeres volt, trénere volt az Ajaxnak és a 90-es évek elején a Barcelonának, ahol létrejött a legendás "Dream Team", amellyel 1992-ben megnyerte a klubtörténet első BEK-serlegét.

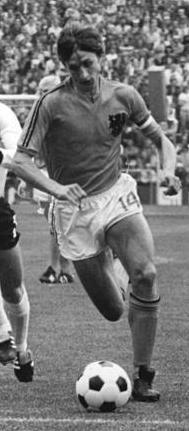

2013-ban Az UEFA elnöki díjának nyertese.

## Gyermekkora
Hendrik Johannes Cruyff 1947. április 25-én született Amszterdamban, Hermanus Cruyff zöldségkereskedő és Nel Cruyff-Draaier második fiaként; bátyja, Henny szintén futballozott gyerekkorában, de testvérénél kevésbé volt tehetséges. A fiatalabb fiúnak a családban Joplie volt a beceneve, később Johannak hívták.
A gyermek Amszterdam Betondorp nevű negyedében, a régi Ajax-stadion közelében nőtt fel. Apja az egyesület focicsapatának lelkes szurkolója volt. Szívinfarktusban korán meghalt, Johan ekkor még csak tizenkét esztendős volt. Férje halála után Cruyff anyja jövedelemkiegészítés céljából takarítónői állást vállalt az Ajax labdarúgóklubban.
Kisebbik fiát ekkor már mindenki ismerte a stadionban, néha még a felnőtt csapattal is együtt rúgta a bőrt. Tizenkét éves korában, 1959-ben az Ajax kölyökcsapatának tagja lett, és hamarosan fölhívta magára a figyelmet remek labdaérzékével, valamint azzal, ahogy "látott a pályán", no meg a nagy szájával is. Az utóbbit csak azért tűrték el a csapattársai, mert általában neki volt igaza, legalábbis akkor, ha fociról volt szó.

## Klubcsapatokban

### Ajax (1964–1973)
12 éves korában a klub ifjúsági csapatának egyik edzője fedezte fel a lakhelyéhez közeli pályán, és annyira lenyűgözte, hogy próbajáték nélkül helyet adott neki a csapatban. A futball mellett a klub baseball csapatában is játszott, és abban a sportágban is tehetséges volt. 15 éves korától már csak a focira koncentrált. 1964. november 15-én, tizenhét évesen góllal mutatkozott be a holland bajnokságban. Az 1965-66-os bajnoki szezonban vált állandó kezdőjátékossá, ebben az idényben 23 meccsen 25 gólt szerzett és az Ajax bajnok lett. A következő szezonban az Ajax a bajnoki cím megvédése mellett a holland kupát is bezsebelte. Cruijff 33 bajnoki találatával gólkirály lett és az év játékosának is megválasztották Hollandiában. 1968-ban zsinórban harmadszor is bajnok lett az Ajax, Cruijffot pedig ismét a liga legjobb játékosának választották. Egy évvel később a BEK döntőjébe is eljutottak, de ott 4-1-es vereséget szenvedtek az AC Milan ellen.
1970-ben másodszor duplázott az Ajax-szal, bajnokságot és kupát is nyertek. A következő szezon elején megsérült, majd amikor visszatért, foglalt volt az addig használt 9-es meze, ezért 14-es számmal a hátán lépett pályára. Innentől kezdve karrierje végéig csak ezt a számot használta, és legendássá tette. Novemberben 6 gólt szerzett az AZ ellen 8-1-re megnyert bajnokin. A szezon végén megnyerték a holland kupát, és a klub történet első BEK-trófeáját is. Cruijffot Hollandia és Európa legjobb játékosának választották.
1972-ben a csapat triplázott, megnyerte a bajnokságot, a holland kupát és a BEK-et is. A döntőben Cruijff duplájával győztek 2-0-ra az Internazionale ellen. A sportsajtó ezt a mérkőzést a holland "totális futball" nagy győzelmeként értékelte az olasz játékfelfogás felett. Cruijff betalált a győztes holland kupadöntőben is, a bajnokságban pedig 25 góljával gólkirály lett. Az Ajax megnyerte az interkontinentális kupa és az európai szuperkupa döntőjét is az argentin Independiente és a skót Rangers ellen. Novemberben Cruijff megszerezte karrierje egyetlen öngólját, a következő meccsen mesternégyest jegyzett. Az 1972-73-as szezon végén az Ajax ismét bajnok lett, és zsinórban harmadik BEK sikerét is megszerezte a Juventus-szal szemben.

### FC Barcelona (1973–1978)
1973-ban világrekordot jelentő összeget fizetett érte a Barcelona. Azonnal kiváltotta a szurkolók rokonszenvét, amikor újszülött fiának a katalán Jordi nevet adta. Első szezonjában hozzásegítette a klubot első bajnoki címéhez 1960 óta. Az idény fénypontja volt, amikor az ősi rivális Real Madridot saját pályáján 5-0-ra verte a katalán csapat. Az év végén ismét Európa legjobb játékosának választották. 1978-ban megnyerte a spanyol kupát is a Barcával. A szezon végén váratlanul visszavonult.

### Egyesült Államok (1978–1981)
Visszavonulása után hamar anyagi gondjai akadtak, ezért visszatért a labdarúgáshoz, méghozzá a tengerentúlon. Először a Los Angeles Aztecs játékosa lett, ahol egyetlen szezonjában a liga legjobb játékosának választották. A következő idényt a Washington Diplomats-nál töltötte.

### Levante (1981)
1981-ben a spanyol másodosztályú Levante szerződtette. Itt töltött idejét sérülések és a klubvezetéssel folyó viták jellemezték. Mindössze 10 meccsen lépett pályára, majd amikor a csapat nem jutott fel az első osztályba, távozott.

### Ajax (1980–1983)
1980-ban visszatért nevelőegyesületéhez, korábbi sikerei helyszínére. A csapat a nyolcadik helyen állt a bajnokságban érkezésekor, vele végül a második helyen zártak. 1982-ben és 1983-ban már bajnokok lettek. Ezt követően a lejáró szerződését nem hosszabbította meg a klub.

### Feyenoord (1983–1984)
Cruijff sértve érezte magát, amiért az Ajax nem ajánlott neki új szerződést, ezért a rivális Feyenoordhoz igazolt. Egyetlen ottani szezonjában 10 éves kihagyás után bajnoki címre vezette a csapatot és a holland kupát is megnyerték. A szezon végén ötödször választották az év holland játékosának, majd bejelentette végleges visszavonulását.

## A holland válogatottban
1966-ban góllal debütált a válogatottban, egy Magyarország elleni Eb-selejtezőn. Második mérkőzésén, Csehszlovákia ellen, az első holland válogatott játékos lett, aki piros lapot kapott. Cruijff a háromcsíkos Adidas mez helyett csak kétcsíkos mezben szerepelt a válogatottban, mert le volt szerződve a Pumával.

### 1974-es világbajnokság
Ezüstéremig vezette a hollandokat az 1974-es világbajnokságon, a torna legjobb játékosának is megválasztották. Argentínát 4–0-ra, az NDK-t és a címvédő Brazíliát egyaránt 2–0-ra verték.
A döntőben a házigazda NSZK volt az ellenfél. Cruijff az első percben büntetőt harcolt ki, amit Neeskens gólra váltott, a hollandok úgy szerezték meg a vezetést hogy német játékos még nem ért a labdához. A második félidőben a németeknek sikerült kivenni Cruijffot a játékból és megfordították a mérkőzést, 2–1-re nyertek.

### 1974 után
Az 1976-os Európa-bajnokságon bronzérmet szerzett. Egy évvel később még segített kijutni Hollandiának az 1978-as világbajnokságra, majd visszavonult a válogatottságtól. A csapat nélküle is döntőzni tudott, amit ismét elveszített a házigazda Argentína ellen.

## Edzőként

### Ajax (1985–1988)
1985-ben ismét visszatért az Ajaxhoz, ezúttal edzőként. Első két szezonjában egyaránt elhódította a holland kupát a csapattal, második idényében ezt egy KEK-sikerrel egészítette ki. Olyan játékosokat fedezett fel, mint Bergkamp, vagy van Basten.
A taktikája az 1970-es évek holland totális futballjának filozófiájára épült, ezzel a játékrendszerrel a csapat 1995-ben bajnokok ligáját nyert. Ezt a sikert Cruijffnak ajánlották.

### Barcelona (1988–1996)
Amikor edzőként visszatért Barcelonába, a klub krízisben volt. Eladósodva, rossz eredményekkel, még rosszabb játékkal. Kevés szurkoló járt a meccseikre, még a klubelnök kapcsolata is megromlott Katalónia elnökével, ami jelezte a katalán identitás legfőbb jelképének számító klub válságát. Cruijff olyan játékosokat igazolt a csapatba, mint Guardiola, Begiristain, Ronald Koeman, Bakero, Goikoetxea, Romário, Michael Laudrup, Gheorghe Hagi, vagy Hriszto Sztojcskov. Ezt a garnitúrát "Dream Teamnek" nevezték, és ez a csapat Cruijff első szezonja végén KEK-címet ünnepelhetett. 1992-ben elhódították a klubtörténet első BEK-címét. A londoni döntőről visszatérve 1 millió szurkoló köszöntötte a csapatot Barcelonában. 1991 és 1995 között zsinórban 4 bajnoki címet szereztek. 11 trófeájával ő volt a Barca történetének legeredményesebb edzője, de azóta tanítványa, Pep Guardiola megelőzte.
Csapata olyan győzelmeket aratott, mint egy 5-0-ás siker a Real Madrid ellen a Santiago Bernabéu stadionban, vagy egy 4–0-ás siker a Manchester United ellen a bajnokok ligájában. Ő a Barca történetének leghosszabb ideig ténykedő edzője. Megnyerte a spanyol kupát és négy spanyol szuperkupát, valamint további két európai kupa döntőbe vezette csapatát, ám ezeket nem sikerült megnyerniük. Utolsó két szezonjában nem nyert trófeát, ezért menesztették. Szívproblémái miatt ezután nem vállalt vezetőedzői szerepet.
A mai Barcelona játékrendszere, filozófiája és sikeressége nagyrészt Cruijffnak köszönhető. Amikor 1988-ban leült a Barcelona kispadjára, Charly Rexach és Ő elhatározták, hogy egy olyan akadémiát hoznak létre, ami egy nap ontani fogja magából a klasszis futballistákat. Ez lett a világhírű La Masía. Ehhez azonban nagyon rögös út vezetett. A Barcelona ificsapataiban korosztályonként változott a taktika, a formáció, és sokszor a frissen felkerült tehetségeket olyan poszton játszatták, amin nem tudtak teljesíteni. Cruijff és Rexach utasításba adták, hogy minden korosztályos csapatnak ugyanabban a formációban (3–4–3, később 4–3–3) és taktikával kell játszania, mint a "nagy" Barcelona, hogy a fiatalok már egészen a kezdetektől fogva ezt a mentalitást tanulják. Továbbá a kiemelkedő tehetségeket, amint lehetett, egy vagy akár két korosztállyal feljebb kellett küldeni, hogy minél gyorsabban fejlődjenek. Cruijff volt az, aki a "Ha az ellenfélnél nincs labda, nem tudnak gólt lőni", avagy a birtoklást előnyben részesítő játékot megalkotta a Barcelonánál. Ebből alakult ki a "tiki-taka" néven világhírűvé vált játékfelfogás. Ezt később az egyik ifjú tanítványa, Cruijff álomcsapatának a tagja, Josep Guardiola vitte tökélyre.

### Katalán válogatott (2009–2013)
2009-ben felkérték a nem hivatalos katalán válogatott kispadjára, amelyet négy barátságos meccsen irányított.

## Egyéb szakmai tevékenység
2003-ban támogatta a Barcelona új elnökének megválasztott Joan Laporta kampányát. Az új elnök nem hivatalos tanácsadójaként ténykedett a klubnál, ő javasolta Frank Rijkaardot vezetőedzőnek, akivel zsinórban kétszer lettek bajnokok, valamint 2006-ban megszerezték a klub történetének második BL(vagy BEK) címét. 2008-ban, két sikertelenebb szezont követően Rijkaardnak mennie kellett, Cruijff pedig korábbi játékosát, Pep Guardiolát választotta utódnak. Sokan szkeptikusak voltak Guardiola kinevezésével kapcsolatban,mivel semmilyen komolyabb edzői tapasztalattal nem rendelkezett. Ennek ellenére első szezonjában végrehajtotta a klub első triplázását, megnyerte a bajnokságot, a spanyol kupát, és a Bajnokok Ligáját. A következő szezon elején ezeket a spanyol szuperkupával, az európai szuperkupával és a klubvilágbajnoki címmel egészítették ki, így a 2009-es naptári évben a Barca minden lehetséges trófeát megnyert. 2010-ben és 2011-ben is bajnokok lettek, utóbbi évet pedig egy újabb BL-sikerrel koronázták meg. 2012-ben Guardiola a klubtörténet legsikeresebb edzőjeként távozott, éppen Cruijffot megelőzve. 2010 márciusában Cruijffot kinevezték a klub tiszteletbeli elnökének, de júliusban a klub új elnöke, Sandro Rosell, eltávolította pozíciójából.
2008-ban bejelentették, hogy ő lesz az Ajax új technikai igazgatója, azonban a vezetőedzővel, van Bastennel fennálló nézeteltérései miatt végül nem vállalta a tisztséget.
2011-ben tanácsadóként tért vissza az Ajaxhoz, egy évvel később a vezetőséggel való konfliktus miatt lemondott pozíciójáról. Az Ajax közleményben jelezte, hogy folytatják Cruijff filozófiájának beültetését a klubnál. Ennek a legkézzelfoghatóbb gyümölcse a 2019-es BL-szereplés volt, amikor főként fiatal holland játékosokra építve a csapat a legjobb négy közé jutott és csak egy utolsó percben kapott góllal maradt le a fináléról a Tottenham Hotspur ellen. Ezt a kiváló teljesítményt Cruijff már nem élhette meg.
2012-ben Cruijff hét hónapot töltött a mexikói Guadalajara csapatánál tanácsadóként.
2009-ben korábbi csapattársával, Ruud Gullit-tal a belga-holland közös pályázat nagykövetei voltak a 2018-as vagy a 2022-es világbajnokság megrendezésére, végül egyik tornát sem sikerült elnyerniük.

## Betegsége és halála
Szinte egész életében láncdohányos volt, emiatt 1991-ben szívműtéten esett át, innentől kezdve, cigaretta helyett, nyalókázva figyelte csapata mérkőzéseit. 1997-ben újra szívproblémák jelentkeztek nála. Bejelentette, hogy nem vállal többé edzői állást.
2015-ben tüdőrákkal diagnosztizálták. 2016 februárjában úgy nyilatkozott, hogy a szervezete jól reagált a kemoterápiára és nyerésre áll a rák elleni mérkőzésen. Márciusra a rák átterjedt az agyára, egyre inkább nehezére esett beszélni és mozogni is. Március 24-én reggel hunyt el egy barcelonai kórházban. Az egész futballvilágot megrendítette a hír. Számos játékos, edző, klub és klubvezető emlékezett meg róla. Több ezer Barcelona szurkoló adózott emlékének a Nou Camp stadionban. A megemlékezésre a Real Madrid elnöke, Florentino Pérez is küldöttséget küldött. Megemlékezett róla többek között az UEFA elnöke, Michel Platini is, aki minden idők egyik legjobb játékosának, a futball egyik legfontosabb nagykövetének, gyerekkori példaképének és barátjának nevezte. Halálát követően 24 órán belül elhamvasztották és Barcelonában helyezték örök nyugalomra.

## Sikerei, díjai

### Játékosként
- Aranylabdás (3): 1971, 1973, 1974; harmadik helyezett: 1975
- Az év holland játékosa (3): 1968, 1972, 1984
- Az év holland sportolója (2): 1973, 1974
- A világbajnokság legjobb játékosa: 1974
- A világbajnokság álomcsapatának tagja: 1974
- Az Olimpiai Bizottság év európai játékosa (2): 1971, 1973
- Don Balón díjas (2): 1977, 1978
- Az NASL legértékesebb játékosa: 1979
- A világbajnokságok örökös álomcsapatának tagja: 1994
- A világbajnokságok örökös álomcsapatának tagja (internetes szavazás): 2002
- A XX.század álomcsapatának tagja
- A FIFA 100-as listájának tagja, minden idők legnagyobb, még élő játékosairól
- A World Soccer magazin valaha volt legjobb kezdőtizenegyének tagja
- A World Soccer magazin listáján a XX.század 3.legjobb játékosa
- A France Football listáján a XX.század 3.legjobb játékosa
- Az IFFHS listáján az évszázad európai játékosa
- Az IFFHS listáján az évszázad második legjobb játékosa a világon
- Az UEFA listáján az elmúlt 50 év 3. legjobb játékosa: 2004
- Az IFFHS listáján a 3.legjobb európai játékos 1956 és 1990 között.
- A FourFourTwo listáján minden idők 4.legjobb játékosa
- Az IFFHS Legenda státusszal tüntette ki

Ajax
- Holland bajnok (8): 1966, 1967, 1968, 1970, 1972, 1973, 1982, 1983
- Holland kupagyőztes (5): 1967, 1970, 1971, 1972, 1983
- BEK-győztes (3): 1971,1972,1973
- Interkontinentális kupagyőztes: 1972
- Európai szuperkupa-győztes (2): 1972,1973

Barcelona
- Spanyol bajnok: 1974
- Spanyol kupagyőztes: 1978

Feyenoord
- Holland bajnok: 1984
- Holland kupagyőztes: 1984

Holland válogatott
- Világbajnoki ezüstérmes: 1974
- Európa-bajnoki bronzérmes: 1976

### Edzőként
- A World Soccer Awards év edzője: 1987
- Don Balón díj az év legjobb edzőjének (2): 1991, 1992
- Onze d'Or díj az év legjobb edzőjének2): 1991, 1992
- Az 1991-1992-es szezon legjobb európai edzője
- A FourFourTwo magazin listáján minden idők 3.legnagyobb edzője: 2020
- A France Football listáján minden idők 4.legnagyobb edzője: 2019
- A World Soccer listáján minden idők 29.legnagyobb edzője: 2013

Ajax
- Holland kupagyőztes (2): 1986, 1987
- KEK-győztes: 1987

Barcelona
- Spanyol bajnok (4): 1991, 1992, 1993, 1994
- Spanyol kupagyőztes: 1990
- Spanyol szuperkupa-győztes (3): 1991, 1992, 1994
- BEK-győztes: 1992
- KEK-győztes: 1989
- Európai szuperkupa-győztes: 1992

### Egyéb díjak és elismerések
- Az Oranje-Nassau Rend lovagja: 1974
- Az Oranje-Nassau Rend tisztje: 2002
- A Holland labdarúgó-szövetség elmúlt 50 évének legkiemelkedőbb játékosa: 2003
- Laureus életmű-díjas: 2006
- A Holland labdarúgó-szövetség életmű-díjasa: 2006
- 2006-ban pályára lépett Dennis Bergkamp búcsúmeccsén.
- 2007-ben az Ajax visszavonultatta Cruijff legendás, 14-es mezszámát.
- FIFA Érdemrend-díjas: 2010
- A Nemzetközi Sportközvetítési Szövetség Hírességek Csarnokának tagja: 2010
- UEFA Elnöki-díj: 2013
- 2016-ban a spanyol miniszterelnök a spanyol Királyi Sport Érdemrend Aranyérmével tüntette ki.
- Posztumusz Laureus Sport Szelleme-díjas, melyet fia, Jordi vett át: 2016
- 2017-ben az Ajax és a holland válogatott otthonául szolgáló Amszterdam Arénát átkeresztelték, új neve: Johan Cruijff Arena

## Magyarul megjelent műve
- Johan Cruyff: Totális foci. Önéletrajz; közrem. Jaap de Groot, ford. Balogh Tamás, előszót Bede Márton; Kanári Könyvek–Akadémiai, Bp., 2017

## Statisztika

### Mérkőzései a holland válogatottban
| Hollandia | Hollandia            | Hollandia                            | Hollandia      | Hollandia | Hollandia      | Hollandia      | Hollandia | Hollandia  |
| #         | Dátum                | Helyszín                             | Hazai          | Eredmény  | Vendég         | Kiírás         | Gólok     | Esemény    |
| --------- | -------------------- | ------------------------------------ | -------------- | --------- | -------------- | -------------- | --------- | ---------- |
| 1.        | 1966. szeptember 7.  | Rotterdam, Feijenoord Stadion        | Hollandia      | 2 – 2     | Magyarország   | Eb-selejtező   | 1         | 50'        |
| 2.        | 1966. november 6.    | Amszterdam, Olimpiai Stadion         | Hollandia      | 1 – 2     | Csehszlovákia  | barátságos     | -         | 76′        |
| 3.        | 1967. szeptember 13. | Amszterdam, Olimpiai Stadion         | Hollandia      | 1 – 0     | NDK            | Eb-selejtező   | 1         | 2'         |
| 4.        | 1967. október 4.     | Koppenhága, Idrætsparken Stadion     | Dánia          | 3 – 2     | Hollandia      | Eb-selejtező   | -         |            |
| 5.        | 1967. november 1.    | Rotterdam, Feijenoord Stadion        | Hollandia      | 1 – 2     | Jugoszlávia    | barátságos     | -         |            |
| 6.        | 1968. május 1.       | Varsó, Lengyel Hadsereg Stadionja    | Lengyelország  | 0 – 0     | Hollandia      | barátságos     | -         |            |
| 7.        | 1969. március 26.    | Rotterdam, Feijenoord Stadion        | Hollandia      | 4 – 0     | Luxemburg      | vb-selejtező   | 1         | 25'        |
| 8.        | 1969. szeptember 7.  | Chorzów, Stadion Śląski              | Lengyelország  | 2 – 1     | Hollandia      | vb-selejtező   | -         |            |
| 9.        | 1969. november 5.    | Amszterdam, Olimpiai Stadion         | Hollandia      | 0 – 1     | Anglia         | barátságos     | -         |            |
| 10.       | 1970. január 14.     | London, Wembley Stadion              | Anglia         | 0 – 0     | Hollandia      | barátságos     | -         |            |
| 11.       | 1970. december 2.    | Amszterdam, Olimpiai Stadion         | Hollandia      | 2 – 0     | Románia        | barátságos     | 2         | 37' 57'    |
| 12.       | 1971. február 24.    | Rotterdam, Feijenoord Stadion        | Hollandia      | 6 – 0     | Luxemburg      | Eb-selejtező   | 2         | 59' 69'    |
| 13.       | 1971. október 10.    | Rotterdam, Feijenoord Stadion        | Hollandia      | 3 – 2     | NDK            | Eb-selejtező   | -         |            |
| 14.       | 1971. november 17.   | Eindhoven, Philips Sportpark         | Luxemburg      | 0 – 8     | Hollandia      | Eb-selejtező   | 3         | 4' 14' 60' |
| 15.       | 1971. december 1.    | Amszterdam, Olimpiai Stadion         | Hollandia      | 2 – 1     | Skócia         | barátságos     | 1         | 5'         |
| 16.       | 1972. február 16.    | Pireusz, Karaiszkákisz Stadion       | Görögország    | 0 – 5     | Hollandia      | barátságos     | 2         | 56' 82'    |
| 17.       | 1972. május 3.       | Rotterdam, Feijenoord Stadion        | Hollandia      | 3 – 0     | Peru           | barátságos     | -         |            |
| 18.       | 1972. augusztus 30.  | Prága, Stadion Letná                 | Csehszlovákia  | 1 – 2     | Hollandia      | barátságos     | 1         | 22'        |
| 19.       | 1972. november 1.    | Rotterdam, Feijenoord Stadion        | Hollandia      | 9 – 0     | Norvégia       | vb-selejtező   | 2         | 55' 82'    |
| 20.       | 1972. november 19.   | Antwerpen, Bosuilstadion             | Belgium        | 0 – 0     | Hollandia      | vb-selejtező   | -         |            |
| 21.       | 1973. május 2.       | Amszterdam, Olimpiai Stadion         | Hollandia      | 3 – 2     | Spanyolország  | barátságos     | 1         | 90'        |
| 22.       | 1973. augusztus 22.  | Amszterdam, Stadion De Meer          | Hollandia      | 5 – 0     | Izland         | vb-selejtező   | 2         | 8' 57'     |
| 23.       | 1973. augusztus 29.  | Deventer, De Adelaarshorst           | Izland         | 1 – 8     | Hollandia      | vb-selejtező   | 2         | 21' 28'    |
| 24.       | 1973. szeptember 12. | Oslo, Ullevaal Stadion               | Norvégia       | 1 – 2     | Hollandia      | vb-selejtező   | 1         | 7'         |
| 25.       | 1973. október 10.    | Rotterdam, Feijenoord Stadion        | Hollandia      | 1 – 1     | Lengyelország  | barátságos     | -         | 56'        |
| 26.       | 1973. november 18.   | Amszterdam, Olimpiai Stadion         | Hollandia      | 0 – 0     | Belgium        | vb-selejtező   | -         |            |
| 27.       | 1974. március 27.    | Rotterdam, Feijenoord Stadion        | Hollandia      | 1 – 1     | Ausztria       | barátságos     | -         |            |
| 28.       | 1974. május 26.      | Amszterdam, Olimpiai Stadion         | Hollandia      | 4 – 1     | Argentína      | barátságos     | -         |            |
| 29.       | 1974. június 15.     | Hannover, Niedersachsenstadion (FRG) | Uruguay        | 0 – 2     | Hollandia      | vb-csoportkör  | -         |            |
| 30.       | 1974. június 19.     | Dortmund, Westfalenstadion (FRG)     | Hollandia      | 0 – 0     | Svédország     | vb-csoportkör  | -         |            |
| 31.       | 1974. június 23.     | Dortmund, Westfalenstadion (FRG)     | Bulgária       | 1 – 4     | Hollandia      | vb-csoportkör  | -         |            |
| 32.       | 1974. június 26.     | Gelsenkirchen, Parkstadion (FRG)     | Argentína      | 0 – 4     | Hollandia      | vb-középdöntő  | 2         | 11' 89'    |
| 33.       | 1974. június 30.     | Gelsenkirchen, Parkstadion (FRG)     | NDK            | 0 – 2     | Hollandia      | vb-középdöntő  | -         |            |
| 34.       | 1974. július 3.      | Dortmund, Westfalenstadion (FRG)     | Brazília       | 0 – 2     | Hollandia      | vb-középdöntő  | 1         | 65'        |
| 35.       | 1974. július 7.      | München, Olimpiai Stadion            | NSZK           | 2 – 1     | Hollandia      | vb-döntő       | -         | 45'        |
| 36.       | 1974. szeptember 4.  | Stockholm, Råsunda Stadion           | Svédország     | 1 – 5     | Hollandia      | barátságos     | 1         | 10'        |
| 37.       | 1974. szeptember 25. | Helsinki, Olimpiai Stadion           | Finnország     | 1 – 3     | Hollandia      | Eb-selejtező   | 2         | 28' 40'    |
| 38.       | 1974. november 20.   | Rotterdam, Feijenoord Stadion        | Hollandia      | 3 – 1     | Olaszország    | Eb-selejtező   | 2         | 64' 80'    |
| 39.       | 1975. szeptember 10. | Chorzów, Stadion Śląski              | Lengyelország  | 4 – 1     | Hollandia      | Eb-selejtező   | -         |            |
| 40.       | 1975. október 15.    | Amszterdam, Olimpiai Stadion         | Hollandia      | 3 – 0     | Lengyelország  | Eb-selejtező   | -         | 33'        |
| 41.       | 1976. április 25.    | Rotterdam, Feijenoord Stadion        | Hollandia      | 5 – 0     | Belgium        | Eb-negyeddöntő | -         |            |
| 42.       | 1976. május 22.      | Brüsszel, Heysel Stadion             | Belgium        | 1 – 2     | Hollandia      | Eb-negyeddöntő | 1         | 79'        |
| 43.       | 1976. június 16.     | Zágráb, Maksimir Stadion (YUG)       | Csehszlovákia  | 3 – 1     | Hollandia      | Eb-elődöntő    | -         |            |
| 44.       | 1976. október 13.    | Rotterdam, Feijenoord Stadion        | Hollandia      | 2 – 2     | Észak-Írország | vb-selejtező   | 1         | 66'        |
| 45.       | 1977. február 9.     | London, Wembley Stadion              | Anglia         | 0 – 2     | Hollandia      | barátságos     | -         |            |
| 46.       | 1977. március 26.    | Antwerpen, Bosuilstadion             | Belgium        | 0 – 2     | Hollandia      | vb-selejtező   | 1         | 65'        |
| 47.       | 1977. október 12.    | Belfast, Windsor Park                | Észak-Írország | 0 – 1     | Hollandia      | vb-selejtező   | -         | 71'        |
| 48.       | 1977. október 26.    | Amszterdam, Olimpiai Stadion         | Hollandia      | 1 – 0     | Belgium        | vb-selejtező   | -         |            |
|           | Összesen             |                                      |                | 48        | mérkőzés       |                | 33        | gól        |